# Daniela Ritzerfeld
Daniela Ritzerfeld (* 1970 in Jülich) ist eine deutsche Juristin und seit 2020 Bürgermeisterin der Stadt Geilenkirchen.

## Leben
Daniela Ritzerfeld verbrachte ihre ersten Jahre in Siersdorf, wo sie auch die Grundschule besuchte. Anschließend besuchte sie das Gymnasium der Stadt Baesweiler, wo sie 1989 ihr Abitur ablegte. Danach studierte sie im Zeitraum von 1989 bis 1994 Rechtswissenschaften an der Universität zu Köln. Im Anschluss absolvierte sie die erste juristische Staatsprüfung und Referendarzeit im Landgerichtsbezirk Aachen, bei der Stadt Geilenkirchen und dem Amtsgericht Geilenkirchen. Im Jahr 1996 folgte das zweite Staatsexamen. Danach war sie von 1996 bis 2001 als Rechtsanwältin in einer Gemeinschaftskanzlei tätig. Im Zeitraum von 2001 bis 2020 war sie schließlich in diversen leitenden Positionen in Ämtern für die Kreisverwaltung Heinsberg tätig. Sie übernahm in dieser Zeit Leitungspositionen in der Kommunalaufsicht oder bei der Polizei als Direktionsleiterin für den Verwaltungsbereich. Von 2018 bis 2020 war sie Dezernentin für Jugend und Soziales für den Kreis Heinsberg. 
Ohne Parteizugehörigkeit kandidierte sie 2020 zur Bürgermeisterwahl der Stadt Geilenkirchen und wurde zur Bürgermeisterin der Stadt Geilenkirchen gewählt.
Ritzerfeld ist verheiratet und Mutter zweier Töchter. Sie wohnt in Immendorf.